# Dan Radtke

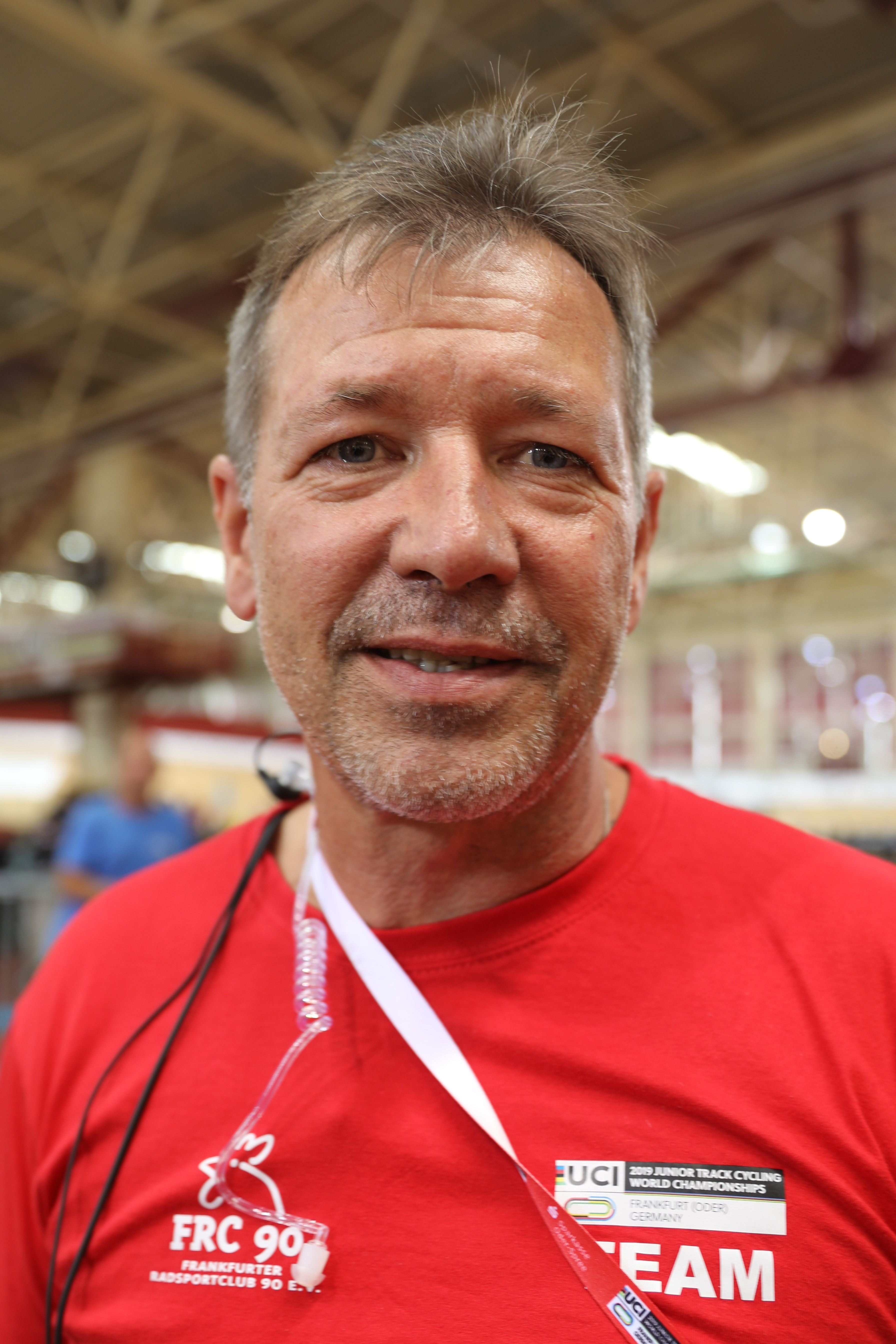
Radtke als Organisator der UCI-Bahn-Weltmeisterschaften der Junioren 2019 in Frankfurt (Oder)

Dan Radtke (* 30. Dezember 1963 in Fürstenwalde) ist ein ehemaliger deutscher Radrennfahrer.

## Sportliche Laufbahn
1981 wurde Dan Radtke, der für den ASK Vorwärts Frankfurt startete, Junioren-Weltmeister im Mannschaftszeitfahren, gemeinsam mit Uwe Ampler, Frank Jesse und Ralf Wodinsky. Er gewann in jener Saison Rund um das Muldental. 1982 wurde er Siebter der DDR-Rundfahrt und gewann die Bestenermittlung der Junioren im Straßenrennen, 1983 gewann er die Rheinland-Pfalz-Rundfahrt, wurde Zweiter der Bulgarien-Rundfahrt und Dritter der Niedersachsen-Rundfahrt. In der Niederösterreich-Rundfahrt 1982 hatte er seinen ersten Einsatz für die Nationalmannschaft, er kam auf den 8. Rang.
1983 startete er erstmals bei den UCI-Straßen-Weltmeisterschaften und wurde als 66. im Straßenrennen der Amateure klassiert. 1984 gewann er das französische Radrennen Ruban Granitier Breton. Auch in den folgenden Jahren konnte er sich bei mehreren Rundfahrten Podiumsplätze sichern, so wurde er 1985 sowie 1988 jeweils Zweiter der DDR-Rundfahrt sowie Zweiter der Kuba-Rundfahrt. 1985 holte er zwei Etappensiege in der Niedersachsen-Rundfahrt. 1986 wurde er bei der 39. Internationalen Friedensfahrt Achter der Gesamtwertung und mit dem Team der DDR (Radtke, Uwe Ampler, Uwe Raab, Mario Kummer) bei den Straßenweltmeisterschaften in Colorado Springs Dritter im Mannschaftszeitfahren und 1988 mit der Mannschaft seines Vereins DDR-Meister in derselben Disziplin. Dan Radtke wechselte Anfang der 1990er Jahre zum Verein HRC Hannover.

## Berufliches/Ehrenamt
2006 wurde Radtke zum Vorsitzenden des Frankfurter Radsportclubs 90 gewählt, seit 2010 ist er stellvertretender Vorsitzender und Geschäftsführer des Vereins; er engagiert sich zudem im Verein als Trainer. Er ist Organisationschef der Oder-Rundfahrt für Männer, Frauen und Jugendliche.

## Erfolge
1981
- Junioren-Weltmeister – Mannschaftszeitfahren (mit Uwe Ampler, Frank Jesse und Ralf Wodinsky)

1983
- Rheinland-Pfalz-Rundfahrt
- eine Etappe Tour of the Mediterranean
- Mannschaftszeitfahren Niedersachsen-Rundfahrt

1984
- Ruban Granitier Breton

1985
- zwei Etappen Niedersachsen-Rundfahrt

1986
Achter bei der 39. Friedensfahrt
- Weltmeisterschaft – Mannschaftszeitfahren (mit Uwe Ampler, Mario Kummer und Uwe Raab)

1987
- eine Etappe Griechenland-Rundfahrt
- eine Etappe Jugoslawien-Rundfahrt

1988
- eine Etappe Jugoslawien-Rundfahrt
- eine Etappe DDR-Rundfahrt
- DDR-Meister – Mannschaftszeitfahren

1989
- Oder-Rundfahrt